# Tolbaños

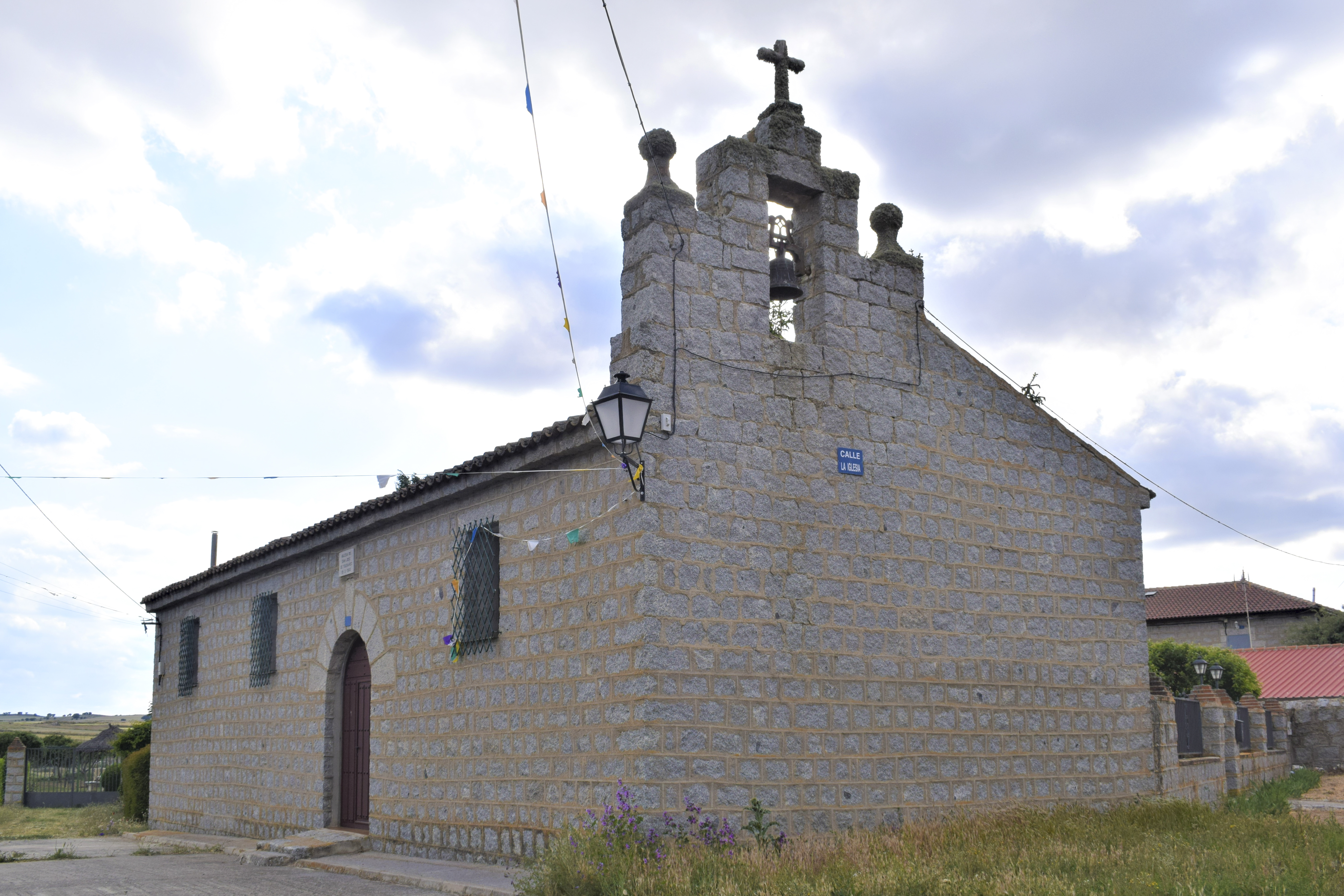
Iglesia de San Miguel

Tolbaños es un municipio y localidad española de la provincia de Ávila, en la comunidad autónoma de Castilla y León. El término municipal tiene una población de 86 habitantes (INE 2024).

## Geografía

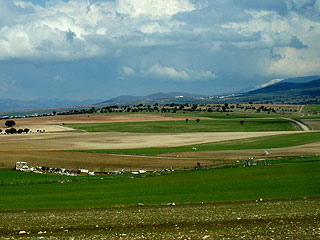
Paisaje de Tolbaños con la sierra de Ojos Albos al fondo

La localidad está situada al norte de la sierra de Ojos Albos, en un terreno de penillanura granítica.

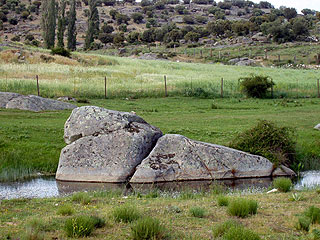
Vista del arroyo de la Mediana a su paso por Tolbaños

El arroyo Berrocalejo —también llamado Bernuy o de la Mediana— atraviesa el municipio por el sureste y desemboca en el río Voltoya en el límite con Ojos Albos. Este río cruza el municipio al norte, donde se le une el arroyo Cardeña.
El término municipal comprende los núcleos de población de Tolbaños, Cortos, Venta de San Vicente, Gallegos de San Vicente, Escalonilla, Saornil de Voltoya, la La Alameda de los Requenas y Aldealgordo. Su población es muy escasa, 123 habitantes en 2010, repartidos por las localidades, con una densidad de población de poco más de dos habitantes por km².
Limita al sur con los municipios de Ávila y Berrocalejo de Aragona, al este con los de Mediana de Voltoya, Ojos Albos y Santa María del Cubillo, al norte con los de Maello y Santo Domingo de las Posadas, y al oeste con el de San Esteban de los Patos.
Cuenta con una iglesia parroquial abierta en 1966 y dedicada a San José, patrón del municipio, en cuyo honor se celebran las fiestas. En un principio se celebraban el día de San José, 19 de marzo, pero fueron trasladadas al 8 de agosto debido al clima y a una mayor participación popular. Otra fiesta es celebrada el 25 de junio.
El municipio está situado en la parte nororiental de la provincia de Ávila.
| Noroeste: Santo Domingo de las Posadas                         | Norte: Maello               | Noreste: Maello                          |
| Oeste: Santo Domingo de las Posadas y San Esteban de los Patos |                             | Este: Santa María del Cubillo            |
| Suroeste: Ávila                                                | Sur: Berrocalejo de Aragona | Sureste: Ojos Albos y Mediana de Voltoya |

Son entidades del municipio las siguientes: Escalonilla, Saornil de Voltoya, Caserío de Aldealgordo, Venta de San Vicente, Cortos, Gallegos de San Vicente y La Alameda.

## Historia
Hacia mediados del siglo XIX, el lugar tenía contabilizada una población de 202 habitantes. La localidad aparece descrita en el decimocuarto volumen del Diccionario geográfico-estadístico-histórico de España y sus posesiones de Ultramar de Pascual Madoz de la siguiente manera:

TOLBAÑOS: l. que forma ayunt. en unión de Escalonilla, de la prov., part. jud. y dióc. de Avila (2 1/4 leg.), aud. terr. de Madrid (16), c. g. de Castilla la Vieja (Valladolid 18). sit. en una estensa llanura; le combaten todos los vientos, en particular los de O. y S., y el clima es propenso por lo comun á tercianas. Tiene 65 casas con inclusión de las de su anejo Escalonilla; la de ayunt.; cárcel; escuela de primeras letras comun á ambos sexos, dotada con 800 rs., y 2 fuentes de medianas aguas, de las cuales se utilizan los vec.: para oir misa y demas actos religiosos van á la Venta de San Vicente, de cuya parr. son anejos estos pueblos, segun tendremos ocasión de manifestar en el art. de la Venta (V.); el cementerio está en parage que no ofende la salud pública. Confina el térm.: N. Maella; E. Ojos-albos; S. la Venta de San Vicente, y O. Blascoeles: comprende el cas. titulado Aldealgordo, y un monte de encina bastante poblado; brotan en él varias fuentes, y lo atraviesa el rio Voltoya. El terreno es de primera, segunda y tercera clase. caminos: los que dirigen desde Toledo á Valladolid y de Avila á Villacastin, en mediano estado. El correo se recibe en la cab. del part. prod. trigo, cebada, centeno, garbanzos y algarrobas; mantiene ganado lanar y vacuno, y cria caza de conejos y perdices. ind.: la agrícola. pobl.: 52 vec., 202 alm. cap. prod.: 986,600 rs. imp.: 39,464. ind.. 500. contr. 3,930 rs. 3 mrs.
(Madoz, 1849, p. 773)

## Demografía
Tolbaños cuenta con una población de 86 habitantes (INE 2024).
| Gráfica de evolución demográfica de Tolbaños entre 1842 y 2021 |
| |
| Población de derecho según los censos de población del INE. Población de hecho según los censos de población del INE.Entre el censo de 1857 y el anterior, crece el término del municipio porque incorpora a Gallegos de San Vicente y Saornil de Voltoya. |